# Кастолатсі
Ка́столатсі (ест. Kastolatsi küla) — село в Естонії, у волості Отепяе повіту Валґамаа.

## Населення
Чисельність населення на 31 грудня 2011 року становила 46 осіб.

## Географія
Поблизу населеного пункту проходить автошлях 46 (Татра — Отепяе — Санґасте).

## Пам'ятки
- Православна церква Різдва Пресвятої Діви Марії (Kastolatsi Neitsi Maarja Rõõmukuulutamise kirik).

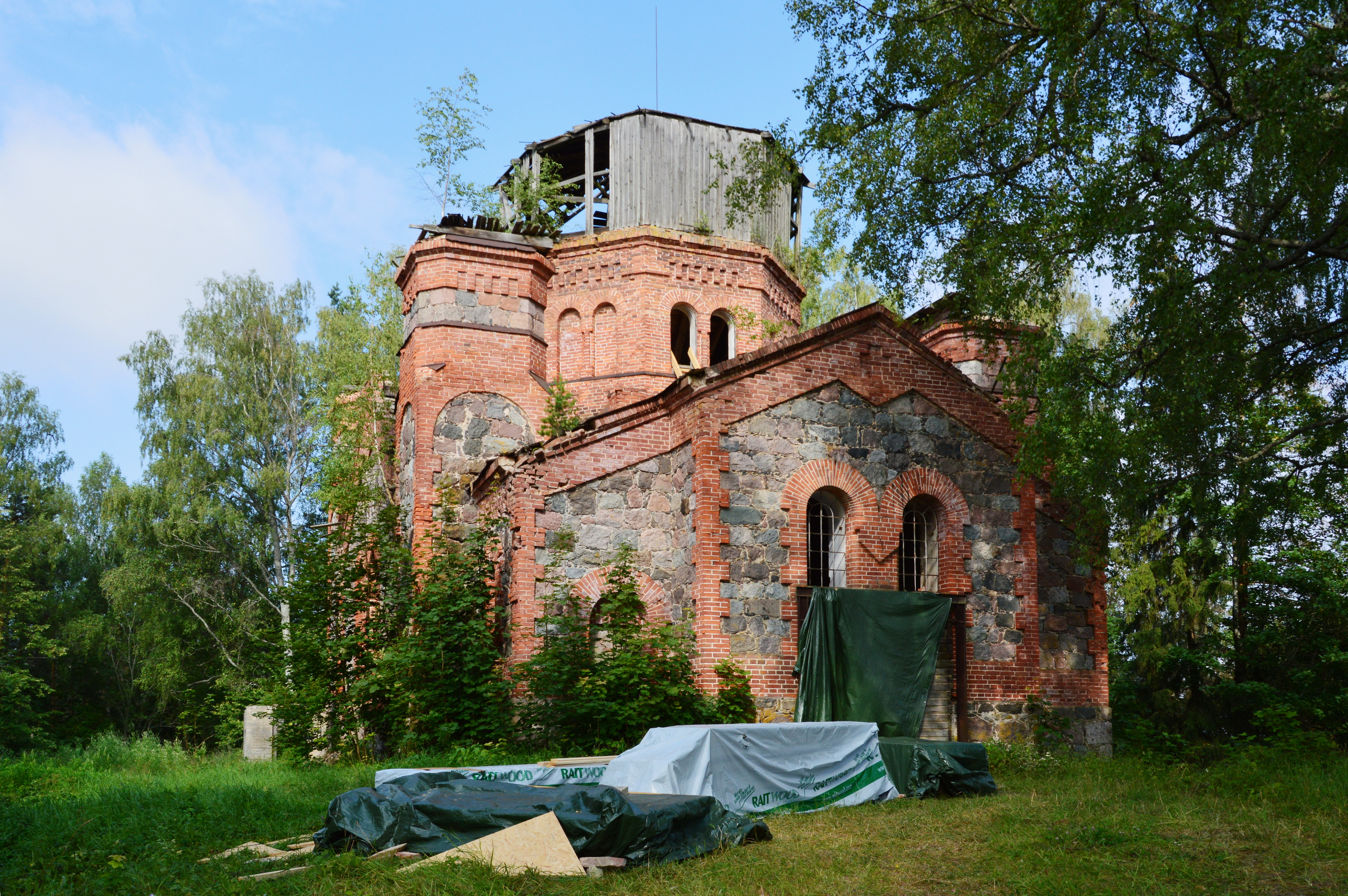
Руїни церкви
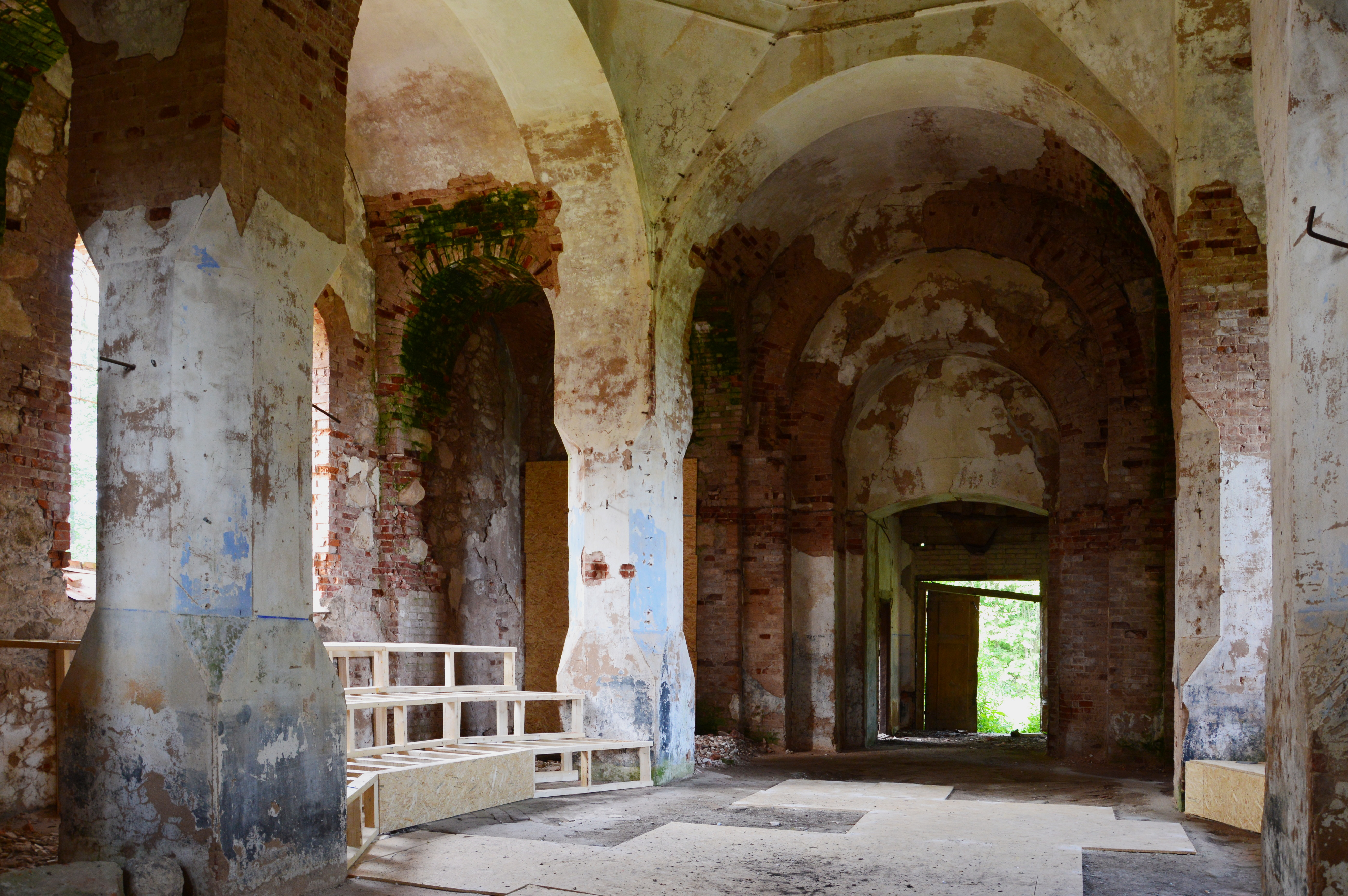